# Spedizione di Dumat al-Jandal
La spedizione di Dumat al-Jandal ebbe luogo nell'agosto o settembre del 626 d.C.
Secondo il biografo indiano di Maometto, Safiur Rahman Mubarakpuri, Dumat al-Jandal si trovava a circa quindici giorni di marcia da Medina e cinque da Damasco. Lo storico William Montgomery Watt, invece, la colloca a 500 miglia da Medina.

## L'invasione
Secondo "Il nettare sigillato", dopo sei mesi di calma nelle attività militari, Maometto venne a sapere che alcune tribù, nei pressi di Dumat Al-Jandal, al confine con la Siria, erano coinvolte in rapine e saccheggi lungo le strade e stavano radunando truppe per attaccare Medina stessa. Nominò immediatamente Siba‘ bin ‘Arfatah Al-Ghifari a capo di Medina durante la sua assenza e partì alla testa di mille musulmani, con Madhkur, appartenente ai Banu Udhrah, come guida.
Durante il tragitto verso Dumat Al-Jandal, i musulmani marciavano di notte e si nascondevano di giorno per sorprendere il nemico. Giunti vicino alla destinazione, scoprirono che i briganti si erano spostati altrove, così catturarono bestiame e pastori. Muhammad rimase lì per cinque giorni, durante i quali inviò forze di spedizione a caccia del nemico, ma non ne trovarono nessuno. Tornando a Medina, stipulò un trattato con ‘Uyainah bin Hisn.

## Analisi
William Montgomery Watt sostiene che questa sia stata la spedizione più importante ordinata da Maometto all'epoca, nonostante sia poco citata nelle fonti primarie. Dumat al-Jandal si trovava a 500 miglia da Medina e, secondo Watt, non rappresentava una minaccia immediata per Maometto, se non per la possibilità di interrompere le comunicazioni con la Siria e i rifornimenti per Medina. Watt afferma che "si è tentati di supporre che Maometto stesse già pensando a qualcosa di simile all'espansione avvenuta dopo la sua morte", e che la marcia rapida delle sue truppe deve aver "impressionato tutti coloro che ne vennero a conoscenza".